# Муромов Михайло Володимирович
Михайло Володимирович Муромов (нар. 18 листопада 1950, Москва) — радянський і російський співак, актор, музикант і композитор.

## Біографія
Михайло Володимирович Муромов народився 18 листопада 1950 року в Москві. Його мати, Олена Рафіковна — наполовину росіянка, наполовину татарка, завідувач кафедри електротехніки (вже померла). Його батько, Володимир Сергійович Муромов, — гідравлік, старший науковий співробітник. За словами Михайла Муромова батько був родом нібито з дворян (мав частково бурятське походження і ніби знаходився в далекому спорідненість з Олександром Грибоєдовим), п'ять разів вступав до інституту (нібито за приналежність до дворянського стану його не брали), ветеран війни, став ученим (помер пізніше).
Михайло Володимирович закінчив музичну школу по класу віолончелі та гітари. Закінчив фізико-математичну школу. Організовував ВІА з однокласниками, займався спортом (отримав звання майстра спорту з плавання та перший розряд з боксу).
У 1969 році Михайла Муромова запросили як гітариста і вокаліста до ВІА «Слов'яни», де він працював до 1972 року. Потім він вступив до Московського хіміко-технологічного інституту ім. Д. І. Менделєєва на біохімічний факультет, в 1971 році закінчив Московський технологічний інститут м'ясо-молочної промисловості, а вже в аспірантурі, за словами Михайла, він винайшов і запатентував три прилади для харчової промисловості, які нібито і зараз випускаються та експлуатуються у виробництві ковбас.
Потім працював метрдотелем у дорогих ресторанах Москви та Підмосков'я.
В 1972—1973 роках служив у Радянській армії у спортроті. Михайло Муромов дебютував на великій сцені відносно пізно — в 1985 році, коли йому було вже за тридцять. Проте вже через два роки завоював загальну популярність, випустивши хіт «Яблука на снігу» — один з музичних символів" кінця 1980-х. Пік популярності Михайла припав саме на 1987—1991 роки, коли вийшли його найвідоміші пісні: «Яблука на снігу», «Аріадна», «Дивна жінка».
Співробітничав з поетами: Анатолієм Софроновим, Андрієм Дементьєвим, Риммою Казаковою, Ларисою Рубальскою, Анатолієм Поперечним.
Після загибелі співака Ігоря Талькова, був одним з тих, хто перевіз його тіло з Санкт-Петербурга до Москви.

Працювавший у другій половині 1980-х років в акомпануючому складі Михайла Муромова майбутній продюсер і композитор групи «Фрістайл» Анатолій Розанов згадував про те, як Муромов повністю змінив його творчий та життєвий світогляд:
|  | Поначалу я думал, что у людей надо воспитывать вкус. Но потом понял, что это маразм, потому что у нашего зрителя совсем другая ментальность. Помню, в городе Гурьев — мы тогда ещё аккомпанировали Михаилу Муромову — я сильно удивлялся: почему ему люди устраивают овации, почему его так хорошо принимают? Песни-то примитивные. И когда я в очередной раз обсуждал это с Мишей, он мне сказал: «Надо делать такую музыку, чтобы люди могли её слушать в туалете». И я ему ответил: «Миша, таких песен, какие пишешь ты, я могу сочинять хоть по десять штук в день, при этом особо не утруждаясь». После чего и появился альбом «Получите!». И после этого я стал мыслить иначе. Мне даже стыдно за то, что раньше я думал по-другому. То, что исполняет «Фристайл» — это музыка, которую слушают люди, с которыми мы живём. Это люди, которые впитали такую музыку с молоком матери, они живут с ней. И переубеждать их в чём-то бесполезно. |

Михайло Володимирович Муромов написав музику для театру, балету і фільмів.
В 2017 году в честь 30-летнего юбилея своего главного хита, Михаил запланировал выпуск нового альбома «Розовые на белом 2017», содержащего как новый материал, так и обновлённые версии хитов. На записи он выступил в качестве певца, продюсера, автора музыки, аранжировщика и гитариста. В записи также приняли участие Анатолий Розанов, Вадим Казаченко, Сергей Минаев, а также рэпер Мистер Малой.[джерело не вказане 
358

 днів]

## Особисте життя
- За словами самого Михайла у програмі «Піонерського шоу» (випуск 99), він в 13-річному віці з повного схвалення своєї матері мав інтимні стосунки з її подругами[5].
- Перша дружина (з 1973 по 1976 роки). — Тамара Муромова
- Позашлюбні сини (від 4-х різних жінок — за словами самого Михайла): Михайло, Костянтин, Павло та Артур.[6]

### Пісні співака та композитора Михайла Муромова
- «Ариадна» (М. Муромов, А. Зубков — Р. Казакова) — вик. Андрій Зубков, Михайло Муромов
- «Афганистан» (сл. А. Дементьева)
- «Бессонница»
- «Боевым награждается орденом» (сл. А. Монастырьова и О. Писаржевской)
- «Ведьма» (сл. М. Рябинина)
- «Венеция» (М. Муромов)
- «Вместе с Эвелиной»
- «Зона риска» (сл. Н. Мирошниченко)
- «Ирэн» (сл. К. Львович)
- «Казачья» (сл. А. Поперечного)
- «Какая поздняя весна»
- «Капитаны» (сл. Г. Поженяна)
- «Лесная академия» (сл. С. Михалков)
- «Малибу» (М. Муромов)
- «Метелица» (сл. А. Поперечного)
- «Ориноко» (М. Муромов, А. Зубков — Б. Заболоцких)
- «Отчий дом»
- «Памяти Талькова» (другие названия — «Атака», «Эх, живи, мать-Россия…») (сл. А. Поперечного)
- «Письмо брату» (М. Муромов)
- «Подкова» (сл. А. Поперечного)
- «Поздняя любовь» (сл. А. Дементьева)
- «Помни про хорошее» (сл. А. Дементьева)
- «Птица синее крыло» (сл. Л. Козловой) — дуэт с Ольгой Зарубиной
- «Ребята из Афгана»
- «Руки мамы» (сл. А. Дементьева)
- «Салют, любимая» (сл. О. Куксинской)
- «Сиртаки» или «В голубом полумраке» (музыка народная — сл. А. Монастырёва и О. Писаржевской)
- «Сладкий яд» (сл. Е. Сергеева)
- «Спроси пустыню» (сл. В. Верстакова)
- «Сто свадеб» (сл. И. Шаферана)
- «Странная женщина» (сл. Л. Рубальской)
- «Стюардесса» (сл. А. Дементьева)
- «Тамаша» (сл. Д. Розмана)
- «Тёплые ливни» (сл. А. Поперечного)
- «Ты рана моя» (сл. Р. Файзуллина)
- «Флюгер» (сл. А. Костина)
- «Фристайл» (М. Муромов, А. Зубков — С. Алиханов)
- «Хозяйка фестиваля» (сл. Джуныи Давіташвілі)
- «Чау-чау»
- «Яблоки на снегу» (сл. А. Дементьева)

## Дискографія
- 1984 — Капітани
- 1986 — Зона ризику
- 1986 — Домашній магнітоальбом
- 1987 — Яблука на снігу
- 1987 — Хлопці з Афгану
- 1987 — Співає Михайло Муромов
- 1988 — Ділова Жінка
- 1989 — Відьма
- 1990 — Солодкий яд
- 1990 — № 1 (LP)
- 1992 — Супер 2 (LP)
- 1994 — Афганістан
- 1994 — Дивна жінка
- 1994 — Салют, кохана
- 2001 — Імена На Всі Часи
- 2005 — Grand Collection[7][8]
- 2017 — Рожеві на білому 2017

## Фільмографія
| Рік  |   | Назва              | Роль                         |
| ---- | - | ------------------ | ---------------------------- |
| 1981 | ф | Єдиний чоловік     | міліціонер                   |
| 1982 | ф | Трест, який лопнув | вуличний музикант            |
| 1982 | ф | Просто жах!        | композитор                   |
| 1986 | ф | Потрібні люди      | вибивала в ресторані         |
| 1987 | ф | Донечка            | Олександр Михайлович, співак |
| 1991 | ф | Дура               | Мігель                       |